# Saint-Jean-lès-Longuyon
Saint-Jean-lès-Longuyon è un comune francese di 399 abitanti situato nel dipartimento della Meurthe e Mosella nella regione del Grand Est.

## Società

### Evoluzione demografica
Abitanti censiti